# Пуцька затока
Пу́цька зато́ка (пол. Zatoka Pucka, каш. Pùckô Hôwinga, нім. Putziger Wiek) — невелика затока в південній частині Балтійського моря. Є західною частиною більшої затоки — Гданської. Омиває береги Польщі (Поморське воєводство). Затока розташована між Гельською косою і материковим берегом, обмежена лінією Гель-Гдиня.

## Характеристика
Середня глибина затоки становить 2-6 м, при максимальній 55 м біля міста Гель. Через це водойма доступна лише для дрібних рибальських човнів та яхт, які рухаються спеціальним глибоководним маршрутом.
Затока поділяється на внутрішню на зовнішню. Внутрішня, так званий Пуцький лиман (пол. Zalew Pucki), обмежена мисом Ревським і мілизною Мартинова коса (пол. Ryf Mew). Пуцький лиман входить до складу Надморського ландшафтного парку. Крім вказаної вище Мартинової коси, в затоці існують також мілизни Бужинська (пол. Bórzyńska Mielizna) і Довга коси (пол. Długa Mielizna), а також глибини Халупська (пол. Chałupska Jama) і Кузницька ями (пол. Kuźnicka Jama).
Влітку вода може прогріватись до 20 °C, а в окремі роки затока замерзає. Середня солоність води складає 7,6‰. На дні затоки є значні поклади калійної солі.

## Господарське значення та інфраструктура

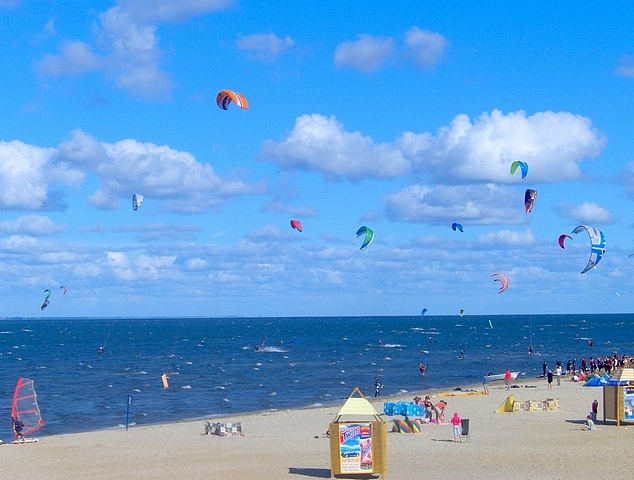
Кайтсерфінг у Пуцьку

Затока є чудовим місцем для заняття видними видами спорту, зокрема кайтсерфінгом, широко відомим в Польщі. Вздовж берегу збудовані велосипедні доріжки. Затока є спеціалізованою охоронною територією для збереження птахів.
У 1970-х роках в затоці були заплановані роботи по розробці копалин калійної солі, значні поклади якої є під дном затоки.
На березі затоки розташовані портові міста Пуцьк, Гель, Владиславово, а також частково Гдиня.